# Richard Farda
Richard Farda (* 8. November 1945 in Brno, Tschechoslowakei) ist ein ehemaliger tschechoslowakischer Eishockeyspieler und -trainer. Er spielte über viele Jahre in der höchsten Spielklasse der Tschechoslowakei für Spartak ZJŠ Brno und in der World Hockey Association (WHA) für die Toronto Toros und Birmingham Bulls.

## Karriere als Spieler
Richard Farda begann seine Karriere in seiner Heimatstadt bei Spartak ZJŠ Brno. 1962 gab er sein Debüt in der 1. Liga der ČSSR. Zwischen 1963 und 1965 spielte er während seines Armeedienstes für Dukla Jihlava, einem der Armeeklubs der Tschechoslowakei. Nach Beendigung seiner Militärzeit kehrte er nach Brno zurück und gewann 1966 die tschechoslowakische Meisterschaft. Er spielte noch bis 1974 für seinen Heimatverein, bevor er 1974 während eines Urlaubs zusammen mit Václav Nedomanský in die Schweiz flüchtete. Da die beiden aber im europäischen Ausland eine 18-monatige Sperre der IIHF fürchten mussten, siedelten sie nach Nordamerika über und spielten für die Toronto Toros in der WHA. 1976 siedelten die Toros nach Birmingham über und wurden in Birmingham Bulls umbenannt, für die Farda eine weitere Spielzeit absolvierte. In 178 WHA-Partien gelangen ihm 34 Tore, während er in der ČSSR 177 Tore in 408 Ligaspielen erzielte.
Nach den drei Jahren in der WHA zog es ihn zurück nach Europa und spielte in der Saison 1977/78 für den Genève-Servette HC. Danach folgten zwei weitere Spielzeiten beim Zürcher SC und einige Jahre in den Amateurligen der Schweiz, wo er als Spielertrainer arbeitete.

### International
Über viele Jahre spielte Farda auch für die Tschechoslowakei bei internationalen Titelkämpfen und gewann sechs Medaillen bei Eishockey-Weltmeisterschaften und eine Medaille bei Olympischen Winterspielen. Für die Weltmeisterschaft 1969 erhielt er seine erste Berufung in die Auswahl der CSSR und gewann die Bronzemedaille. In den folgenden Jahren nahm er regelmäßig an den Weltmeisterschaften teil. Seine größten Erfolge waren der Gewinn der Bronzemedaille bei den Olympischen Winterspielen 1972 und der Weltmeistertitel im selben Jahr.
In 149 Länderspielen erzielte er insgesamt 49 Tore im Nationaltrikot.

## Karriere als Trainer
Nachdem er in der Schweiz als Spielertrainer gearbeitet hatte, übernahm er in der Saison 1989/90 als hauptamtlicher Trainer den ESV Kaufbeuren. Danach wechselte er zum HC Olomouc, den er ebenfalls als Cheftrainer betreute.
Zwischen 1993 und 1999 arbeitete Farda als Cheftrainer des HC Slavia Prag und schaffte mit diesem Verein 1994 den Aufstieg in die Extraliga.
Bis zum November 2001 trainierte er dann den Schweizer Drittligisten EHC Bülach. Nach einigen erfolglosen Spielen in der 1. Liga der Schweiz wechselte er dann zum HC Lasselsberger Plzeň, den er bis Mitte der Spielzeit 2002/03 betreute. In der folgenden Spielzeit übernahm er das Traineramt beim Ligakonkurrenten HC Energie Karlovy Vary. Im Verlauf der Saison 2006/07 war er als Cheftrainer beim italienischen Verein WSV Sterzing Broncos tätig.

## Erfolge
- 1966: Meisterschaft der Tschechoslowakei
- 1969, 70 und 73: Bronzemedaille bei der Eishockey-Weltmeisterschaft
- 1971 und 74: Gewinn der Silbermedaille bei der Eishockey-Weltmeisterschaft
- 1972: Bronzemedaille bei den Olympischen Winterspielen
- 1972: Gewinn der Weltmeisterschaft
- 1994: Aufstieg mit dem HC Slavia Prag in die Extraliga